# Tua Pek Kongtempel van Sibu
Tua Pek Kongtempel van Sibu is een taoïstische tempel in de Maleisische stad Sibu. De tempel is gewijd aan de taoïstische god Tua Pek Kong. De tempel is een toeristische trekpleister van de stad. Het oudste gedeelte van de tempel werd in 1890 gebouwd door Chinese Maleisiërs. In 1897 werd het in typische Chinese stijl herbouwd.
In 1987 werd een deel van de tempel afgebroken en vervangen door een pagode van zeven verdiepingen hoog. Dit gebouw is gewijd aan de godin van de mededogen. De pagode kostte RM1,5 miljoen en op 4 mei 1989 werd de pagode officieel geopend.